# Narycia polystona
Narycia polystona är en fjärilsart som beskrevs av Turner 1914. Narycia polystona ingår i släktet Narycia och familjen säckspinnare. Inga underarter finns listade i Catalogue of Life.